# 53rd Street (metropolitana di New York)
53rd Street è una fermata della metropolitana di New York situata sulla linea BMT Fourth Avenue. Nel 2019 è stata utilizzata da 2 797 730 passeggeri. È servita dalla linea R sempre e dalla linea N solo di notte. Durante le ore di punta fermano occasionalmente alcune corse della linea W.

## Storia
La stazione fu aperta il 22 settembre 1915. Venne ristrutturata una prima volta negli anni 1970 e una seconda volta tra il 27 marzo e l'8 settembre 2017, come parte del programma Enhanced Station Initiative della MTA.

## Strutture e impianti
La stazione è sotterranea, ha due banchine laterali e quattro binari, i due esterni per i treni locali e i due interni per quelli espressi. È posta al di sotto di Fourth Avenue e il mezzanino possiede quattro ingressi a sud dell'incrocio con 53rd Street. La banchina in direzione sud ha un'ulteriore uscita che porta all'angolo nord-ovest dell'incrocio con 52nd Street.

## Interscambi
La stazione è servita da alcune autolinee gestite da NYCT Bus.
- Fermata autobus